# 南部町立南部中学校 (青森県)
南部町立南部中学校（なんぶちょうりつ なんぶちゅうがっこう）は、青森県三戸郡南部町沖田面にある公立中学校。生徒数は78人（2022年現在）。

## 概要
旧南部町（なんぶまち）を学区とする。山梨県南巨摩郡南部町と鳥取県西伯郡南部町には同名の中学校が存在する。

## 沿革
- 1961年（昭和36年）4月1日 - 向中学校と平良崎中学校を統合し、南部中学校を創立する[2]。ただし、統合校舎は完成しておらず、旧向中学校を向校舎、旧平良崎中学校を平良崎校舎として、それぞれ使用。
- 1962年（昭和37年）6月7日 - 新校舎第一期工事（普通教室12）竣工。
- 1963年（昭和38年）
  - 2月25日 - 第二期工事（特別教室8・管理棟）竣工。
  - 12月15日 - 第三期工事（体育館・技術室・浴室）竣工。
- 1964年（昭和39年）2月11日 - 平良ヶ崎城跡地に統合校舎が落成し、落成式挙行。同日、校歌制定、校旗樹立。
- 2002年（平成14年）3月 - 新校舎（現校舎）竣工[3]。
- 2003年（平成15年）1月[4] - 新校舎落成式典挙行。

## 部活動
- 陸上競技部
- 野球部
- バスケットボール部
- ソフトテニス部
- 剣道部
- 卓球部
- 吹奏楽部

## 学区
沖田面、玉掛、赤石、相内、小向、大向。

## アクセス
- 南部町多目的バス三戸駅線「南部分庁舎前」バス停下宿後、徒歩約500 m・約8分。
- 青い森鉄道青い森鉄道線
  - 三戸駅から、
    - 南部町多目的バス三戸駅線で、「南部分庁舎前」バス停まで7分、下車後徒歩。
    - 車で約3.1 km、約5分。

  - 諏訪ノ平駅から、
    - 駅前から「諏訪ノ平」バス停まで徒歩移動（約265 m）し、上述の南部町多目的バス三戸駅線で、「南部分庁舎前」バス停下車後、徒歩。
    - 徒歩で約2.6 km、約42分（最短ルート移動した場合）。
    - 車で約2.7 km、約5分。

## 周辺
- 南部町民体育館
- 南部町役場南部分庁舎（旧:南部町役場）
- 薬王堂青森南部町店
- 国道4号
- 青い森鉄道青い森鉄道線[1]

## 参考資料
- 『青森県教育史 別巻』（青森県教育委員会・1973年12月20日発行）「学校沿革 中学校」940頁「南部中学校」（1964年の記載分まで）